# Наконечна Лада Володимирівна
Лада Наконечна (нар. 19 березня 1981 року в Дніпрі) — українська скульпторка, графік, художниця перформансів і дослідниця. Її роботи демонструються на міжнародних групових та персональних виставках. Член НСХУ з 2005 року. Дочка Володимира Наконечного та Олени Годенко-Наконечної. 

## Освіта
З 1996 по 2000 рік навчалася в Державній академії мистецтв у Дніпрі. Згодом до 2009 року навчалася в Національній академії образотворчого мистецтва і архітектури в Києві Після навчання Наконечна залишилася в Києві, де й познайомилася зі своїм чоловіком.

## Діяльність
У 2005 році Наконечна приєдналася до українського мистецького колективу РЕП (Революційний Експериментальний Простір). Спочатку група з двадцяти художників різних професій незабаром перетворилася на невелику спільноту з шести художників, які випробовували різні художні виражальні засоби.
Наконечна також є членом Худради (Творчого комітету), кураторської групи дизайнерів, архітекторів, авторів та інших митців. Худрада діє з 2008 року та організовує мистецькі проєкти, наприклад, виставки, щоб створити платформу для теоретичного обміну.
У 2015 році Наконечна стала співзасновницею «Методфонду». Ця незалежна культурна організація задумана як самонавчальний проєкт і присвячена пошуку шляхів створення мистецтва в конкретних місцях. Основна увага приділяється співпраці та підтримці молодих художників у місцях їхнього проживання. Як кураторка, Наконечна почасти відповідала за організацію освітних програм та курсів..
Наконечна покинула Україну під час російського вторгнення у 2022 році. У 2023 році працювала запрошеною лекторкою цу Вищій школі образотворчих мистецтв (HfbK) у Гамбурзі.

## Основні твори
- «Місце» (2009);
- серія «Листівки» (від 2010);
- «Перспектива» (2010, настінний розпис у бібліотеці «Альбертіна» Ляйпцизького університету, Німеччина),
- «Персональний щит», «Ще один день» (обидва — 2011),
- «Конструювання нового пейзажу» (2012),
- «Наочний приклад моєї участі» (2013),
- «Стіл переговорів», «Нерозпочатий діалог другорядних героїв», «Мобільна портативна модель» (усі — 2014),
- «Війна в Україні», «Град» (обидва — 2015),
- «Виставка» (2016),
- «Об'єднання видимого», «Учитель» (обидва — 2017),
- «Дотримуючись плану», «Пастка», «Декілька прикладів зі сфери менеджменту» (усі — 2018).

## Вибрані виставки

### Персональні виставки
- 2009 Zeugenschaft der Dinge, galerieGEDOKmuc, Munich[10]
- 2014 State of things, Espace Croix-Baragnon, Toulouse
- 2016 The Exhibition, PinchukArtCentre in Kyiv
- 2018 Background mode, Galerie Eigen + Art in Leipzig
- 2020 Bodies in the Distance, Skala Gallery in Poznań
- 2021 Lada Nakonechna Disciplined Vision, National Art Museum of Ukraine in Kyiv
- 2022 Studium des Menschen, Gallery Eigen + Art in Leipzig

### Групові виставки
- 2008 Свіжа кров, Galerie Diehl, Берлін
- 2015 Політика форми, Galerie für Zeitgenössische Kunst Leipzig[11]
- 2016 Into the Dark, WUK Kunsthalle Exnergasse, Відень[12]
- 2019 Слухайте нас — Artistic Intelligence, Art Collection Telekom у різних місцях у Пловдиві[13]

## Нагороди
- 2014 Премія імені Казимира Малевича від Польського Інституту в Києві[9]
- 2020 Премія «Жінки в мистецтві» в категорії «Візуальне мистецтво»[14]